# María de los Dolores López
María de los Dolores López (Sevilla - Sevilla, 24 de agosto de 1781), conocida como la beata Dolores, fue una religiosa española ciega, considerada hereje por la Inquisición, y la última persona en ser condenada por ella en España. Al haberse «arrepentido» en las horas previas a su ejecución, fue ajusticiada a garrote vil antes de quemarla ya cadáver.

## Biografía
Nació en una familia bien relacionada con el clero: su hermano era sacerdote y su hermana carmelita descalza. Desde los seis años dio muestras de ánimo rebelde. A los doce años quedó ciega, y pasó a vivir los cuatro años siguientes con su propio confesor, con el que dormía todas las noches para «quitarle el frío». Entró en el convento carmelita de la Encarnación de Belén en Sevilla, y posteriormente pasó a Marchena. Adquirió fama de santidad y misticismo. Se decía que hablaba con su ángel custodio y con el Niño Jesús (al que llamaba «el tiñosito»). En Lucena, sostuvo una escabrosa relación con un confesor, que fue encarcelado. Volvió a Sevilla, donde otro confesor (Mateo Casillas), tras doce años de relaciones, la denunció a ella y a sí mismo en 1779. Corrían rumores de que se relacionaba con el demonio y que bebía un líquido mágico que le permitía poner huevos.
El proceso inquisitorial contra la beata Dolores se inició por acusaciones de «proposiciones, iludente, ilusa y fingidora de revelaciones, revocante, negativa y pertinaz». Según Marcelino Menéndez Pelayo y José María Montero de Espinosa, que se apoyan en documentos de difícil lectura, se encontró que había incurrido en las herejías del molinismo y del movimiento de los flagelantes. Se negó a retractarse de sus opiniones y comportamiento:

Dijo que aun habia cometido las dichas deshonestidades, jamas las había tenido ni tendría por pecado, porque todas las había tenido por especial mandato de Dios, que le había concedido que no cometiese vicio alguno para que lo sirviese con más perfección y pureza. Que cuando en el sexto precepto leía no fornicar, entendía no murmurar; qué por este motivo ignoraba por qué parian las casadas y no las doncellas, y que cuando hizo voto de castidad fue para ella voto de no casarse.

La lectura de la sentencia (157 hojas) fue tan larga que se necesitaron tres personas para hacerla, desde las nueve de la mañana hasta la una de la tarde. «Hubo que amordazar a la beata para que no blasfemase y el P. Vega (Teodomiro Díaz de la Vega) llegó a amenazarla con el crucifijo». El teniente primero del Asistente, representante de la justicia Real, 

le hizo una eficacísima exhortación, recordándole la cristiandad de sus padres, naturales de esta ciudad en donde ella también había nacido y fue bautizada, afeóle su ceguedad y dureza como si hubiera nacido en Holanda ó fuese hija de padres herejes: díjola finalmente que sus delitos todos eran inexcusables á vista de tanto como habían trabajado para iluminarla y convencerla los hombres mas doctos y piadosos, que ella misma reconocía por tales, y que pues no quería oir la voz de Dios por medio de sus ministros que la habían hablado repetidas veces, experimentaría en breve un fuego que le acabaría la vida para comenzar en otro que no tendría fin.

Para evitar ser quemada viva, pidió confesarse, lo que se le concedió. Tras tres horas de confesión completa en la Cárcel Real, fue llevada al quemadero, que se había preparado en el prado de San Sebastián, donde a las cinco de la tarde se le dio garrote, y su cadáver fue dispuesto en la hoguera, donde se estuvo consumiendo hasta las nueve de la noche, cuando se consideró estaba totalmente consumido y se procedió a esparcir sus cenizas.
Esta ejecución causó una honda impresión en diversos pensadores y escritores españoles de dicha época y la inmediatamente posterior, especialmente entre los protestantes. Así, José María Blanco White escribió:

Me acuerdo muí bien de la última persona que fué quemada como herege en mi propia ciudad llamada Sevilla. Era una mujer pobre y ciega. Entonces tenia yo ocho años, y vi los haces de leña, colocados sobre barriles de brea y alquitrán, en que iba á ser reducida á cenizas.

Por su parte, Luis de Usoz escribió:

Todavía, por los años de 1780, se vió quemar, por causa de religión, a una pobre ciega desventurada, en la fanática ciudad de Sevilla